# Урбанек, Рудольф
Рудольф Урбанек (чеш. Rudolf Urbánek; 7 сентября 1877, Слани - 26 июля 1962, Прага ) — чехословацкий историк-медиевист, педагог, доктор философии и доктор исторических наук. Академик. Первый профессор чехословацкой истории в Масариковом университете в Брно.

## Биография
Обучался на факультете истории и географии Карлова университета в Праге. Ученик Ярослава Голла. В 1901 году стал доктором философии. Позже учительствовал в школах и гимназиях город Лоуни , Градец-Кралове, Пардубице и Праги. Позже работал приват-доцентом чешской историей в Карловом университете.
В августе 1920 года был назначен ординарным профессором истории  В августе 1920 года он был назначен ординарным профессором истории новосозданного университета Масарика в Брно. С 1934 года — действительный член Чешской академии наук и искусств.  
Был членом Королевского чешского общества просвещения, а также членом, а затем и председателем Общества музея Яна Гуса.
После окончания Второй мировой войны был избран действительным членом Королевского чешского научного общества, в 1946-1952 годах был его председателем. 
С ноября 1952 года — действительный член-академик вновь созданной Чехословацкой академии наук. 
В 1953 году стал доктором исторических наук.

## Научная деятельность
В своих исторических исследованиях изучал средневековую чешскую историю. Основная историческая работа Р. Урбанека — фундаментальный четырехтомный труд  «Věk poděbradský», содержащий подробный отчет о чешской истории в 1437-1464 годах.
Зачинатель изучения гуситского движения в Моравии.

## Избранные труды
- Kancelář krále Jiřího, 1911
- České dějiny III/1. Věk poděbradský I. Praha, 1915
- K české pověstí královské, 1916
- České dějiny III/2. Věk poděbradský II. Praha, 1918
- Konec Ladislava Pohrobka. Praha, 1924
- Jan Žižka. Praha, 1925
- Husitský král. Praha, 1926
- Dvě studie o době poděbradské. Brno, 1929
- Počátky českého mesianismu, 1929
- Český mesianismus ve své době hrdinské, 1930
- České dějiny III/3. Věk poděbradský III. Praha, 1930
- Bitva u Domažlic 1431. Praha, 1932
- Lipany a konec polních vojsk. Praha, 1934
- Legenda t. zv. Kristiána ve vývoji předhusitských legend ludmilských i václavských a její autor. Praha, 1948
- Legenda t. zv. Kristiána ve vývoji předhusitských legend ludmilských i václavských a její autor.Praha, 1947
- Legenda t. zv. Kristiána ve vývoji předhusitských legend ludmilských i václavských a její autor. Praha, 1948
- Z husitského věku: výbor historických úvah a studií. Praha, 1957,
- Jan Paleček, šašek krále Jiřího, a jeho předchůdci v zemích českých. Praha, 1958
- České dějiny III/4. Věk poděbradský IV. Čechy za kralování Jiříka z Poděbrad: léta 1460 - 1464. Praha, 1962.

## Награды
- Орден Труда (Чехословакия).